# Governo Šimonytė
Il Governo Šimonytė è stato il 18º governo della Lituania, in carica dall'11 dicembre 2020 al 12 dicembre 2024 (sebbene dimissionario dal 27 ottobre), durante la 13ª legislatura della Seimas.
Guidato dal Ministro Presidente Ingrida Šimonytė, era formato da 14 ministri, di cui la metà donne.

## Storia

### Formazione
Nella notte del secondo turno delle elezioni parlamentari del 2020, una volta scrutinati la maggior parte dei voti, è stata annunciata la probabile formazione di una coalizione di centro-destra tra l'Unione della Patria (TS-LKD), il Movimento dei Liberali (LRLS) e il Partito della Libertà (LP). Il 9 novembre viene annunciata la firma dell'accordo di coalizione fra i tre partiti di centro-destra e la proposta di Ingrida Šimonytė, indipendente in quota TS-LKD, come 18º Ministro Presidente della Lituania.
Il 24 novembre Šimonytė viene quindi eletta Ministro Presidente dalla Seimas, ed il 7 dicembre il suo governo viene nominato dal presidente Gitanas Nausėda; con l'approvazione del programma di governo, l'11 dicembre l'esecutivo è entrato ufficialmente in carica.

### Dimissioni
In seguito alla conclusione del procedimento elettorale dello stesso anno, il Governo si dimette, in data 27 ottobre, al fine di agevolare la formazione di un nuovo esecutivo.

## Situazione parlamentare
| Camera | Collocazione | Partiti                                                            | Seggi    |
| ------ | ------------ | ------------------------------------------------------------------ | -------- |
| Seimas | Maggioranza  | TS-LKD (50), LRLS (13), LP (11)                                    | 74 / 141 |
| Seimas | Opposizione  | LVŽS (20), DSVL (16), LSDP (12), DP (9), LRP (9), Indipendente (1) | 67 / 141 |

## Composizione
Unione della Patria - Democratici Cristiani di Lituania (TS-LKD)
     Movimento dei Liberali della Repubblica di Lituania (LRLS) 
     Partito della Libertà (LP)
     Indipendenti
| Dicastero                   | Titolare | Titolare | Titolare                                                         | Partito      |
| --------------------------- | -------- | -------- | ---------------------------------------------------------------- | ------------ |
| Ministro Presidente         |          |          | Ingrida Šimonytė                                                 | Indipendente |
| Ministro Presidente         | TS-LKD   |          | Ingrida Šimonytė                                                 |              |
| Agricoltura                 |          |          | Kęstutis Navickas (fino al 5 agosto 2024)                        | TS-LKD       |
| Agricoltura                 |          |          | Kazys Starkevičius                                               | TS-LKD       |
| Cultura                     |          |          | Simonas Kairys                                                   | LRLS         |
| Economia e innovazione      |          |          | Aušrinė Armonaitė                                                | LP           |
| Istruzione, scienza e sport |          |          | Jurgita Šiugždinienė (fino al 23 maggio 2023)                    | TS-LKD       |
| Istruzione, scienza e sport |          |          | Gintautas Jakštas (dal 23 maggio 2023 al 10 aprile 2024)         | Indipendente |
| Istruzione, scienza e sport |          |          | Monika Navickienė (ad interim) (dal 10 aprile al 27 giugno 2024) | TS-LKD       |
| Istruzione, scienza e sport |          |          | Radvilė Morkūnaitė-Mikulėnienė (dal 27 giugno 2024)              | TS-LKD       |
| Energia                     |          |          | Dainius Kreivys                                                  | TS-LKD       |
| Ambiente                    |          |          | Simonas Gentvilas                                                | LRLS         |
| Finanze                     |          |          | Gintarė Skaistė                                                  | TS-LKD       |
| Affari esteri               |          |          | Gabrielius Landsbergis                                           | TS-LKD       |
| Salute                      |          |          | Arūnas Dulkys (fino al 5 agosto 2024)                            | Indipendente |
| Salute                      |          |          | Aurimas Pečkauskas (dal 13 agosto 2024)                          | Indipendente |
| Interno                     |          |          | Agnė Bilotaitė                                                   | TS-LKD       |
| Giustizia                   |          |          | Ewelina Dobrovolska                                              | LP           |
| Difesa nazionale            |          |          | Arvydas Anušauskas (fino al 25 marzo 2024)                       | TS-LKD       |
| Difesa nazionale            |          |          | Laurynas Kasčiūnas (dal 25 marzo 2024)                           | TS-LKD       |
| Sicurezza sociale e Lavoro  |          |          | Monika Navickienė (fino al 13 giugno 2024)                       | TS-LKD       |
| Sicurezza sociale e Lavoro  |          |          | Vytautas Šilinskas (dal 27 giugno 2024)                          | Indipendente |
| Trasporti e comunicazioni   |          |          | Marius Skuodis                                                   | Indipendente |